# Distorsion (teleteknik)
Den här artikeln handlar om distorsion inom teleteknik (inklusive musik).För andra betydelser av ordet, se Distorsion.
Distorsion är inom telekommunikation en typ av förvanskning av telesignalen. 
Distorsion definieras som:
- I en apparat eller enhet, förvrängning av en signal då den passerar systemet; avvikelsen på utsignalens vågform i jämförelse med insignalens vågform när den har överförts av apparatens överföringsfunktion.

Distorsion kan vara av linjär eller olinjär typ och i förekommande fall inkluderar man även störningar i distorsionsbegreppet. Den distorsion som förorsakas av linjära överföringsfunktioner är exempelvis tonkurvefel (frekvensberoende amplitud) och fasvridning (frekvensberoende fas). Den icke-linjära distorsionen beror på olinjära överföringsfunktioner, alltså amplitudberoende beteenden. Ofta hittar man dessa i aktiva komponenter som exempelvis elektronrör, transistorer, operationsförstärkare. 

Distorsionsmått
Olinjär distorsion (t.ex. harmonisk distorsion eller intermodulationsdistorsion) anges i enheten dB eller i procent (vanligast). 1 % distorsion motsvarar -40 dB, 0,01 % motsvarar -80 dB. Linjär distorsion anges oftast i termer av tonkurveavvikelser, i dB. 
Harmonisk distorsion:
{\displaystyle d={\frac {\sqrt {u_{2}^{2}+u_{3}^{2}+u_{4}^{2}+\cdots }}{u_{1}}}}
Där u1 är amplituden på grundtonen och u2, u3 etc amplituden på respektive överton.

## Distorsion ur ljudsynvinkel

### En uppdelning av distorsion efter hur den genererats
- Analogt genererad distorsion. Distorsion som uppkommer i analoga system beroende på faktorer som genom olika typer av förvrängningar adderar/subtraherar information till den analoga grundsignalen.
- Digitalt genererad distorsion. Distorsion som uppkommer i digitala system beroende på faktorer som genom olika typer av förvrängningar adderar information till den ursprungliga digitala signalen.

### Förvrängningen kan antingen vara komponent-, process- eller systemberoende
- Komponentberoende förvrängning kan skapas på grund av felaktigt vald komponent eller fel i komponent. Den kan även skapas på grund av att den komponent som valts är en kompromiss.
- Processberoende förvrängning skapas av att antingen processen självt skapar förvrängning eller att en annan process påverkar den egna processen. Det kan också bero på ett konstruktionsfel eller en kompromiss. Förvrängningen kan också förorsakas av handhavandefel eller yttre miljöfaktorer.
- Systemberoende förvrängning skapas då olika processer på olika sätt antingen på grund av interfaceproblem eller andra anpassningsproblem inte samverkar på det sätt som avsetts. Det kan även bero på konstruktionsfel eller en kompromiss. Förvrängningen kan också förorsakas av handhavandefel eller yttre miljöfaktorer.

### Några olinjära distorsionstyper
- Intermodulationsdistorsion eller IM-distorsion uppstår genom att låga frekvenser modulerar högre frekvenser och ger därvid upphov till fenomentet intermodulation..
- Harmonisk distorsion - skapas av olinjäriteter i systemet vilket ger upphov till oönskade övertoner av de inmatade signalerna.
- THD (Total harmonisk distorsion) - summan av alla övertoner relativt grundton.
- Överstyrningsdistorsion uppstår då signalen förstärks mer än vad förstärkaren klarar av. Man skiljer bland musiker på om signalen är överstyrd innan förstärkaren med någon typ av effektbox eller om det är fråga om enbart överstyrt slutsteg.
- Vikningsdistorsion - ett fenomen som uppstår vid omvandling av analoga signaler till digitala då man samplar med för låg frekvens jämfört med insignalens bandbredd.

- Transient Intermodulationsdistorsion eller TIM-distorsion - är en omdiskuterad distorsionstyp. Det finns idag inga klart definierade metoder för att mäta TIM.

En viktig sak att nämna är att distorsionstyper av vitt skilda slag ändå kan vara närbesöktade så till vida att de är yttringar från ett och samma fenomen, olinjäriteten. Så distorsion är inte en entydig system- eller apparategenskap. Olinjäriteterna är det. Och distorsionen som beskriver olinjäriteten beror på vilken mätmetod man valt att använda liksom på signalnivåer. 

### Mätning av distorsion
Distorsionsmätning görs med en distorsionsmeter. Äldre analoga instrument klarade mestadels endast harmonisk distorsion (THD) och lägsta mätvärde var cirka -70 dB (till exempel Hewlett-Packard HP334A). Speciella instrument fanns för IMD. Moderna instrument har en kombination av analog och digital teknik och kan mäta THD ner till ca -120 dB, IMD ner till -100 dB samt DFD ner till -130 dB (Rohde & Schwarz UPL)

## Ljud och distorsion
När det gäller ljud har distorsionen en framskjuten plats. En HiFi-anläggning skall återge ljudet utan förvanskning (distorsion). I dag har så gott som alla halvledarbestyckade HiFi-förstärkare ett signal-brusförhållande på -90 dB eller lägre med motsvarande låga värden för IMD och DFD. Rörbestyckade förstärkare kommer sällan under -80 dB. Den svagaste länken i en HiFi-anläggning är dock högtalarna och vinylspelarens pickup. Ingen av dessa kommer någonsin i närheten av ett signal-brusförhållande på -80 dB. Även den linjära distorsionen är som regel väsentligt högre i dessa länkar än i förstärkare. Tonkurveavvikelser på 10 dB eller mera mellan 20 Hz och 20 kHz är inte ovanligt hos högtalare medan förstärkare ofta klarar den bandbredden med avvikelser på bråkdelar av en dB. 

### 1960-talet och fuzz

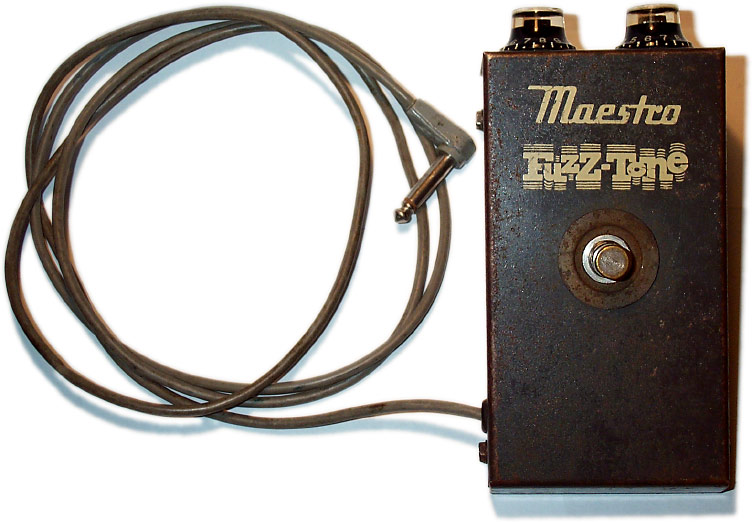
Gibson Maestro Fuzz Tone FZ-1A (1966) – en av de första kommersiellt tillgängliga fuzzboxarna.

Fuzzeffekt (av engelskans fuzzy, otydlig) användes redan i början av 1960-talet av gitarrgruppen The Ventures, men fick sitt publika genombrott 1965 med The Rolling Stones hit Satisfaction, där en Gibson Maestro Fuzz Tone FZ-1A användes.
Vanligtvis används fuzz i form av en effektpedal mellan elektriska musikinstrument (främst elgitarr) och förstärkare.
Fuzz bygger på kraftig överstyrning av en förförstärkare varvid signalen klipps och man får en ton med lägre dynamik som ger en skenbar lång ton som inte klingar ut. Klippningen får också fram ett rikt övertonsspektrum (liknande en fyrkantsvåg). Genom ett tonfilter som till exempel dämpar ut höga (ett så kallat lågpassfilter) eller låga toner (ett så kallat högpassfilter), eller en wah-wah-pedal (det vill säga ett bandpassfilter med flyttbar centrumfrekvens) kan man få mycket varierande klanger, som till exempel påminner om en saxofon.

## Exempel
- Big Muff
- Boss FZ-5 Fuzz
- Fuzz Face

## Bild och distorsion (ej i optisk synvinkel)
Några former av distorsion i en TV-bild:
- Eftersläpning - Beror på att lysämnet i bildröret har lång efterlysningstid. De första TFT-skärmarna hade en responstid på över 25 mS vilket gav släpiga bilder.
- Olinjär gråskala - visar sig som att de svarta partierna i bilden är gråa och de vita överstyrda eller ljusgrå. Beror vanligtvis på felaktigt inställt ljus och kontrast.

## Distorsion i starkströmsnät - det vill säga 230 Volt och mer
Nätspänningen alstras av roterande maskiner - generatorer - i våra kraftverk. Vågformen på spänningen från dessa är tänkt att vara en ren sinusvåg men på grund av att ingen maskin är perfekt och på det faktum att de olika elnäten är sammankopplade så blir resultatet inte någon ren sinusvåg.
Olika typer av belastningar på elnätet förorsakar olika typer av störningar (distorsion). Exempel på sådana är ljusregulatorer (dimmer), switchade nätaggregat, lysrörsarmaturer, SL-lampor mm.
Även åska ger störningar mest i form av transienter.